# سینت جورج، نیوبرانزویک
سینت جورج، نیوبرانزویک (به انگلیسی: St. George, New Brunswick) یک منطقهٔ مسکونی در کانادا است که در نیوبرانزویک واقع شده‌است. سینت جورج ۱۶٫۱۳ کیلومتر مربع مساحت و ۱٬۵۴۳ نفر جمعیت دارد.